# 天津马厂
天津马厂，著名军营，位于天津以南约60公里的河北省青县马厂乡，青县以北约8公里处的北运河岸边。因為青縣在清代隸屬直隸省天津府，所以稱天津馬廠。
原为淮军军营，后根据1901年签订《辛丑条约》之后的《天津条约》规定，清政府在平津周围20里内，驻兵不得超过300人，所以该军营马厂镇成为清政府在天津的重要军事基地，津浦铁路在马厂设有车站。是清末陆军第四镇的驻地。现在是中国人民解放军某部所在地。
1913年二次革命，第四镇进驻淞沪，马厂改由新编陆军第八师驻扎。1917年7月段祺瑞率领第八师官兵，誓师马厂，再造共和，就发生在这个地方。